# موزه بی. بی. کینگ

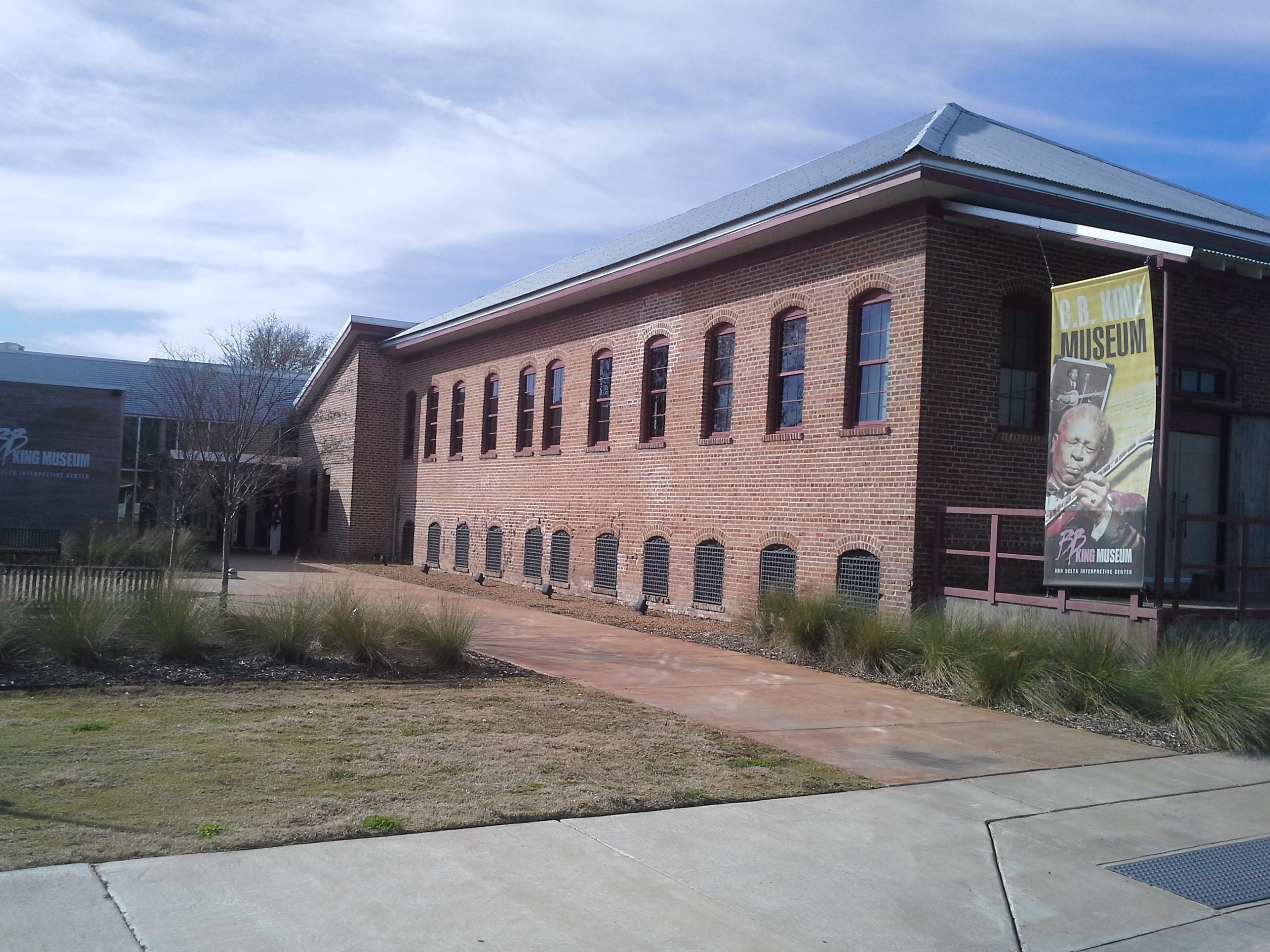
موزهٔ بی.بی. کینگ و مرکز تفسیری دلتا در ایندیانوولا می‌سی‌سی‌پی. کارخانهٔ پنبه پاک کنی که بی. بی. کینگ در آن کار کرده‌است.

موزهٔ بی.بی. کینگ و مرکز تفسیری دلتا یک موزه برای دلتا بلوز با هدف «توانمندسازی، اتحاد و درمان از طریق موسیقی و هنر و آموزش و به اشتراک گذاری میراث فرهنگی غنی از دلتای می‌سی‌سی‌پی با جهان» است. موزه، نام خود را هنرمند معروف دلتا، بی. بی. کینگ گرفته‌است و در زادگاه او در ایندیانوولا، میسیسیپی در ایالات متحده واقع شده‌است.

## تاریخچهٔ موزه و هدف آن
موزه و مرکز تفسیری دلتا بی.بی. کینگ در ایندیانوولا، می‌سی‌سی‌پی در تاریخ ۱۳ سپتامبر ۲۰۰۸ افتتاح شد. این موزه شامل ساختمان مرمت شده آجری پنبه‌پاک‌کنی است که بی.بی. کینگ در دههٔ ۱۹۴۰ در آن مشغول به کار بود. در این موزه همچنین مجموعهٔ گسترده‌ای از آثار متعلق به بی.بی. کینگ است و همچنین نمایشگاهی در مورد زندگی خود کینگ و زندگی دیگر نوازندگان از منطقه دلتای و فرهنگ بلوز که در آن به وجود آمد، را داراست. موزه یادبود هنرمند معروف بلوز، بی.بی. کینگ است که اهل دلتای می‌سی‌سی‌پی بود. موزه چندین دستاورد از موسیقی بی.بی. کیگن را برجسته می‌کند. نمایشگاه شامل نمایشگاه‌های اینتراکتیو، یادگاری‌های بی.بی. کینگ و داستان‌ها است. موزه سعی بر کمک به حفظ و نگهداری بلوز دلتا و فرهنگ اش با تأیید بر اهمیت آن دارد.
در سال ۲۰۱۵، مدت کوتاهی پس از مرگ او در سن ۸۹ سالگی، کینگ در موزه و باغ یادبود که از قبل در نظر گرفته شده بود به خاک سپرده شد.